# 国王楼 (莱比锡)

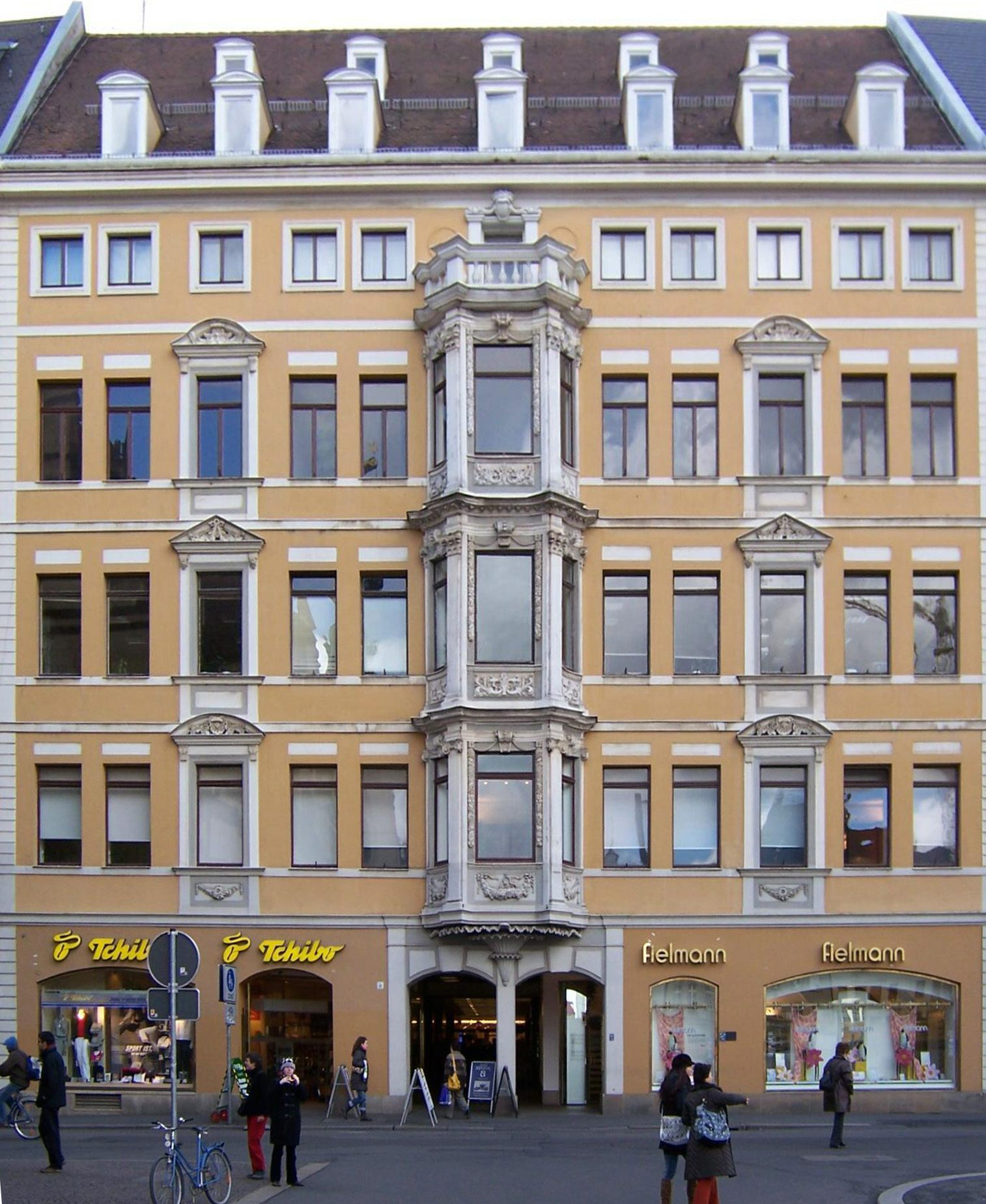
国王楼

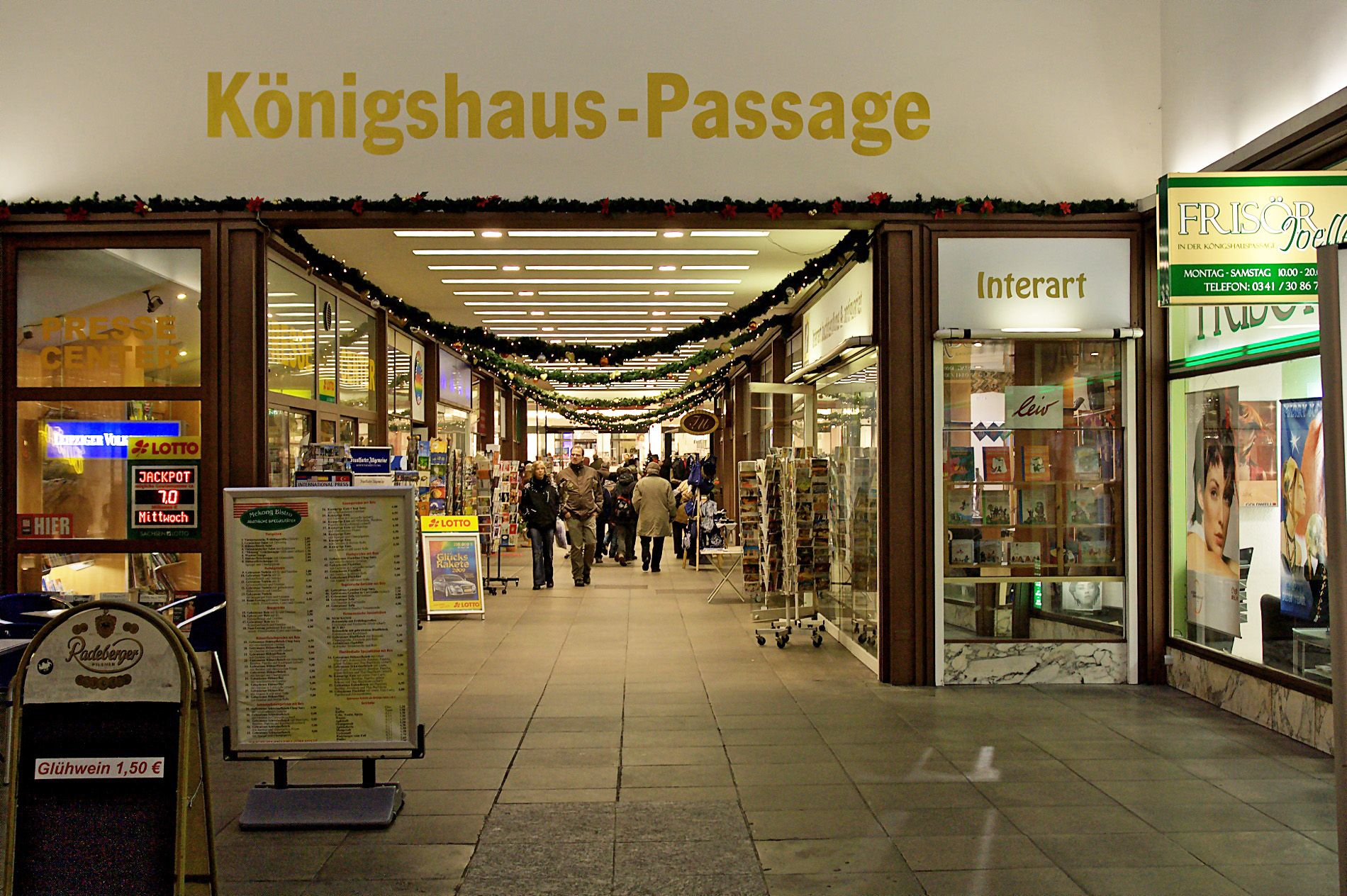
Passage im Königshaus.

国王楼（Königshaus）是德国莱比锡一座具有重要文化意义的建筑，位于集市广场17号（南侧）。在1904年以前称为阿佩尔楼（Apelsches Haus或Apels Haus）。这座建筑兴建于1558年，另一个来源说是1610年，1706/07年重建，保持了原有的巴洛克风格。1904年成为一座优雅的办公大楼，并改用现在的名称，因为1648年萨克森选帝侯和波兰国王奥古斯特二世访问莱比锡时，住在这里。